# یواس‌اس ویلتسی (دی‌دی-۷۱۶)
یواس‌اس ویلتسی (دی‌دی-۷۱۶) (به انگلیسی: USS Wiltsie (DD-716)) یک کشتی بود که طول آن 390&nbsp;ft 6&nbsp;in (119&nbsp;m) (overall) بود. این کشتی در سال ۱۹۴۵ ساخته شد.